# The Style Council
A The Style Council egy brit new wave együttes Wokingból. Az együttest 1983-ban alapították. Egyik legnagyobb sikert hozó albumuk az 1984-ben megjelent Café Bleu, amely szerepel az „1001 lemez, amit hallanod kell, mielőtt meghalsz” című könyvben.

## Diszkográfia
- Introducing The Style Council (1983)
- Café Bleu (1984)
- Our Favourite Shop (1985)
- The Cost of Loving (1987)
- Confessions of a Pop Group (1988)
- Modernism: A New Decade (1998)

## Fordítás
- Ez a szócikk részben vagy egészben  a   The Style Council című angol Wikipédia-szócikk fordításán alapul.  Az eredeti cikk szerkesztőit annak laptörténete sorolja fel. Ez a jelzés csupán a megfogalmazás eredetét és a szerzői jogokat jelzi, nem szolgál a cikkben szereplő információk forrásmegjelöléseként.